# 1,1,2,2-四氯乙烷
1,1,2,2-四氯乙烷是乙烷的一种氯化洐生物。它是溶解能力最高的有机氯化合物。作为制冷剂，它又被称为R-130。
1,1,2,2-四氯乙烷能与乙醇、甲醇、乙醚、氯仿、苯、四氯化碳、二硫化碳、石油醚、二甲基甲酰胺及油类混溶，难溶于水，能随水蒸气挥发，有氯仿气味，不燃烧。曾被广泛用作溶剂，是工业制备三氯乙烯、四氯乙烯与1,2-二氯乙烯的中间体。不过由于其毒性，在美国已不再广泛使用。
其他用途包括：测定折光率的基准物质，结晶时用作浸液，涂料去锈剂，可可豆中测定可可碱等。
人体慢性吸入1,1,2,2-四氯乙烷可能会导致黄疸、肝肿大、头痛、手震、眩晕、麻木、瞌睡等。美国国家环境保护局将其列入C组人类可能的致癌物（Group C possible human carcinogen）。